# Så er der tegnefilm
Så er der tegnefilm var et tv-program med korte klassiske tegnefilm, der blev sendt på DR1 fredag eller lørdag aften i årene 1980-1991. Programmet blev i alle årene redigeret af Jakob Stegelmann. 
Programmerne varede cirka 25 minutter og var opbygget efter en fast skabelon. Først en film med Tom & Jerry, dernæst en film fra Warner Bros. (Looney Tunes og Merrie Melodies), og til sidst en film fra Disney.
Programmet blev indledt med en tegnet introsekvens. I programmets levetid har der været tre forskellige introsekvenser; de to første var tegnet af Jørgen Klubien og den sidste af Stefan Fjeldmark.
I 1992 blev programmet efterfulgt af Disney Sjov, ligeledes med Stegelmann ved roret.
Så er der tegnefilm vendte tilbage på DR Ultra i 2013-15 i en lidt anden form, hvor Jakob Stegelmann og sønnen Benjamin præsenterede tegnefilmene.